# Ključevskaja Sopka
La Ključevskaja Sopka (in russo Ключевская Cопка?) è uno stratovulcano dell'estremo oriente russo, compreso nella Catena Orientale nella penisola della Kamčatka.

## Descrizione

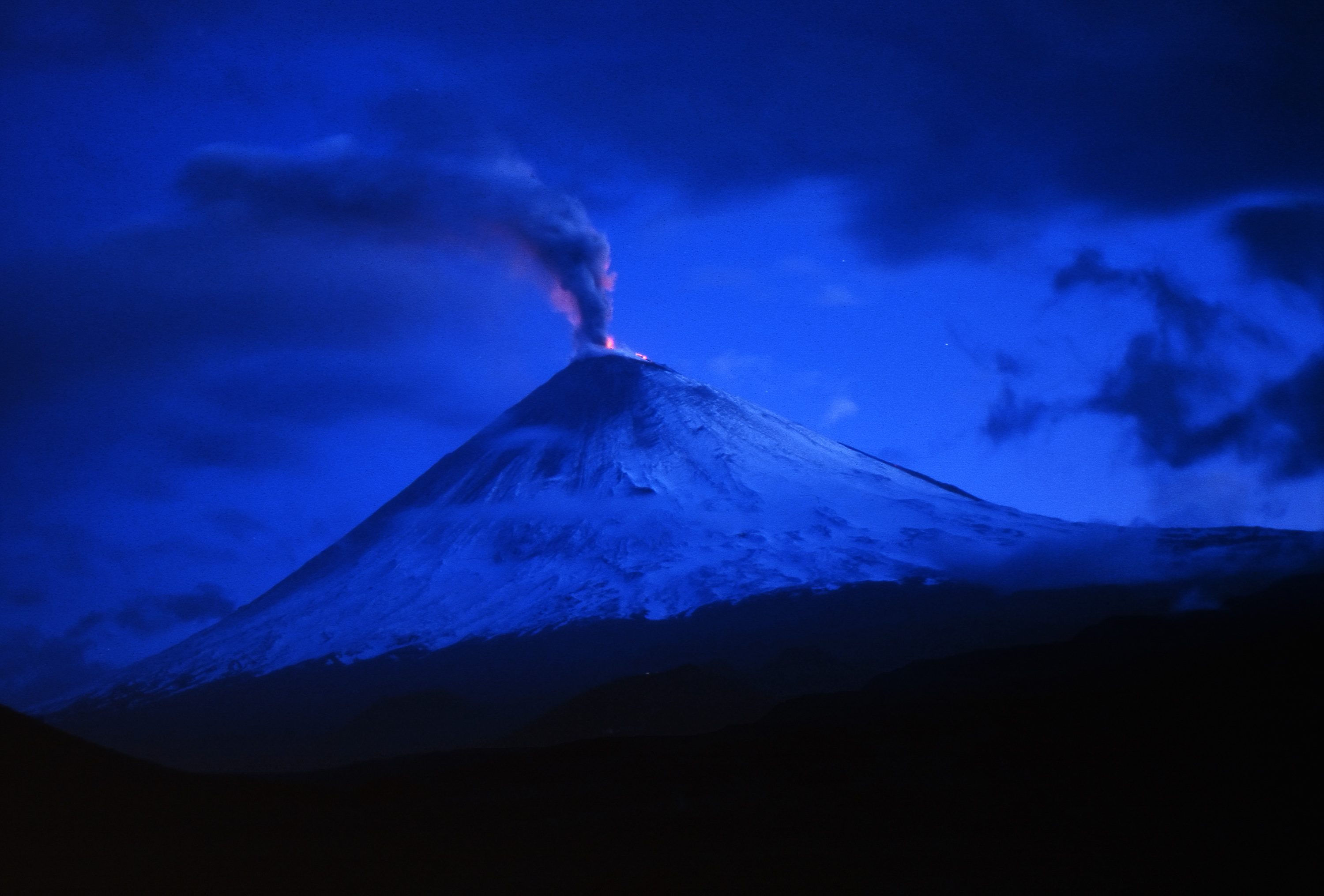
L'eruzione dell'estate 1993

Ključevskaja Sopka è uno stratovulcano, la montagna più alta della penisola di Kamčatka in Russia e il vulcano attivo più alto dell'Eurasia. Il suo cono ripido e simmetrico torreggia a circa 100 chilometri dal mare di Bering. Fa parte dei vulcani naturali della Kamčatka, patrimonio mondiale dell'UNESCO.
Il vulcano iniziò a formarsi circa 6.000 anni fa. La sua prima eruzione della quale si ha testimonianza storica avvenne nel 1697, e da allora è stato quasi continuamente attivo, così come molti dei vulcani vicini.

## Accesso alla vetta
La montagna fu scalata per la prima volta nel 1788 da Daniel Gauss e altri due membri della spedizione Billings.
Nessun'altra ascesa fu registrata fino al 1931, quando diversi alpinisti furono uccisi dalla lava volante durante la discesa. Poiché oggi esistono ancora pericoli analoghi vengono effettuate poche ascensioni.

## Storia
Per alcuni popoli indigeni la Ključevskaja Sopka è sacra, essendo considerata il luogo in cui è stato creato il mondo. Anche altri vulcani nella regione sono visti con un significato spirituale simile, ma Ključevskaja Sopka è il più sacro tra questi.